# ألبرت ريتشاردز
ألبرت ريتشاردز (بالإنجليزية: Albert Richards)‏ (18 يوليو 1903 في المملكة المتحدة - 1 يناير 1973) هو لاعب كرة قدم بريطاني (وحمل سابقاً جنسية المملكة المتحدة لبريطانيا العظمى وأيرلندا) في مركز الهجوم. لعب مع تشارلتون أثلتيك ونادي برينتفورد ونادي غيلينغهام ونادي لوتون تاون ونادي دارتفورد وتشاثام تاون ‏.